# Pematang Tengah (Tanjung Pura)
Pematang Tengah is een bestuurslaag in het regentschap Langkat van de provincie Noord-Sumatra, Indonesië. Pematang Tengah telt 2821 inwoners (volkstelling 2010).